# Heckler & Koch HK416
L'HK416 è un fucile d'assalto progettato e prodotto dalla tedesca Heckler & Koch. In seguito agli studi sulla progettazione dell'XM8, poi non giunto all'adozione definitiva, si è pensato di creare un fucile innovativo, partendo da modelli ancora molto utilizzati, come l'M4 e M16, cercando di eliminarne i difetti.
La Delta Force dell'esercito americano ha collaborato con gli sviluppatori tedeschi durante la progettazione della nuova arma. E proprio la Delta Force ha adottato l'HK416 come sostituto dell'M4 nel 2004, dopo che alcuni test avevano confermato che il nuovo sistema aumentava l'efficienza del fucile e la durata dei singoli componenti.
Il progetto prevedeva originariamente che il fucile si chiamasse HK M4, ma fu cambiato a causa di problemi di diritti con la Colt Defense. Questo fucile è stato testato dai militari statunitensi e di altri stati, ma anche da agenzie private.

## Dettagli
Per il funzionamento, l'HK 416 usa un particolare sistema a sottrazione di gas con pistone a corsa corta, derivato dall'HK G36, che rimpiazza il vecchio sistema a presa diretta usato ad esempio nell'M4. Questo consente una riduzione del tempo di caricamento, di pulitura e di usura dei componenti maggiormente sollecitati. Questo fucile monta inoltre una slitta per accessori standardizzata MIL-STD 1913. Così la maggior parte dei numerosi accessori montabili su M4 ed M16 sono adatti anche a questo fucile. La canna dell'HK 416 garantisce una durata di 20 000 colpi, e una maggiore sicurezza in caso di ostruzione della stessa o durante lunghe sessioni di fuoco. L'HK 416 consente di sparare anche in condizioni estreme, ad esempio dopo essere riemersi dall'acqua a fucile ancora non completamente drenato.

## Varianti
Varianti militari:
L'HK M416 è disponibile in 4 diverse varianti, a seconda della lunghezza della canna:
- D10.4RS: ha una canna da 264 mm (10.4 in), pesante 3,02 kg.
- D14.5RS: canna da 368 mm (14.5 in), pesante 3,56 kg.
- D16.5RS: canna da 419 mm (16.5 in), pesante 3,56 kg.
- D20RS canna da 505 mm (19.9 in), pesante 3,85 kg.
- HK417: è molto simile alla versione principale, ma è leggermente più grande e supporta munizioni 7,62 × 51 mm NATO.
- M27 IAR (Infantry Assault Rifle): consiste in un HK416 calibro 5,56 × 45 mm NATO canna pesante più lunga, per fornire fuoco prolungato, alla pari delle mitragliatrici LMG (di cui si pone come possibile sostituto).

Varianti civili semiautomatiche:
- MR223/MR223A1: variante civile europea (da 14.5" fino a 20") calibro 223/5.56mm.
- MR308: variante civile europea (da 16.5" fino a 20") calibro 308w/7,62 mm.
- MR556/MR556A1: variante civile americana (da 14.5" fino a 20") calibro 223/5,56 mm.
- MR762/MR762A1: variante civile americana (da 16.5" fino a 20") calibro 308w/7,62 mm.

## Utilizzatori

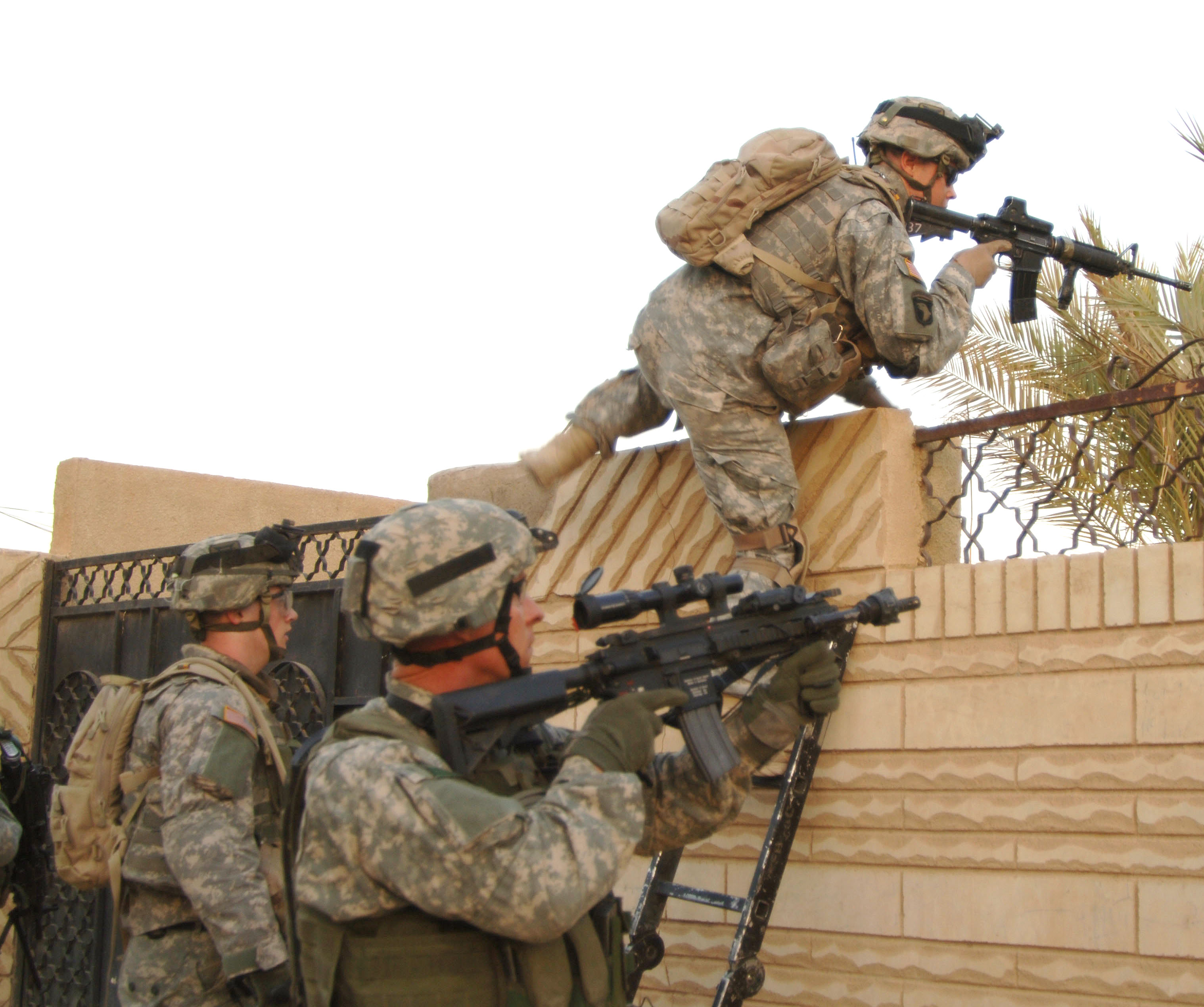
Soldato statunitense dellAsymmetric Warfare Group utilizza l'HK416 durante un raid in Iraq, in collegamento con reparti regolari dell'esercito

- Francia L'HK416 è stato scelto dall'Esercito francese quale sostituto del fucile d'assalto FAMAS[4].
- Italia L'HK416 e l'HK417 sono stati adottati dalle forze speciali della Marina Militare, il Comsubin, dal Gruppo di Intervento Speciale dell’Arma dei Carabinieri, dal 9ºReggimento "Col Moschin", dal 185° RRAO e dal 17º Stormo Incursori dell'Aeronautica Militare e dal Nucleo Operativo Centrale di Sicurezza (NOCS) della Polizia di Stato.
- Indonesia Il corpo indonesiano Detasemen Jala Mengkara (Denjaka) è equipaggiato con l'HK416[5].
- Norvegia L'11 aprile 2007, il ministro alla difesa norvegese ha firmato un contratto per fornire le forze armate di 8 200 nuovi fucili[6]. L'HK416 ha sostituito quindi gli AG-3 in uso dal 1967. Fu deciso anche di adottare 6 500 MP7. Alla fine del 2008 tutti i nuovi acquisti erano disponibili, e gli ufficiali sapevano come addestrare all'uso. Alcuni gruppi delle forze armate ebbero priorità, come quelli appartenenti all'INTOPS (International Operations), ovvero il 2º Battaglione, il Combat Service Support Battalion, l'Engineer Battalion, l'Armoured Battalion e il Telemark Battalion. I primi tre hanno già ricevuto la nuova dotazione e sono pienamente operativi.
- Paesi Bassi Le forze speciali dell'esercito dei Paesi Bassi, i Korps Commandotroepen, hanno scelto l'HK416 come sostituto delle carabine Diemaco C8; questo fucile è tuttora l'arma d'assalto standard dell'unità.
- Polonia L'HK416 è stato adottato come arma principale del Jednostka Wojskowa GROM, 1 Pułk Specjalny Komandosów le Wojska Specjalne Rzeczypospolitej Polskiej.
- Stati Uniti Viene usato dai corpi speciali dell'Esercito, quali la Delta Force, e numerosi altri reparti appartenenti all'USSOCOM, come il DEVGRU e l'Asymmetric Warfare Group. Quest'ultimo ha adottato l'HK416s[7].
- Turchia L'Esercito Turco ha adottato una speciale versione dell'HK416, sviluppata in collaborazione dell'Heckler&Koch, il Mehmetçik-1[8]. L'industria turca ha già prodotto più di 9 000 esemplari, per scopi di test, ma l'Esercito Turco rimpiazzerà tutti i Heckler & Koch G3 con questo fucile modificato nel 2010, con una stima di quasi 500 000 fucili.